# Nazim
Nazim (arabisch ناظم, DMG Nāẓim) ist ein arabischer männlicher Vorname. Die türkische Form des Namens ist Nazım, jedoch kommt auch bei türkischen Namensträgern vereinzelt die Schreibweise Nazim vor. Nazım bedeutet „ordnend“.

## Namensträger

### Form Nazim
- Nazim Babayev (* 1997), aserbaidschanischer Leichtathlet
- Nazim Bakırcı (* 1986), türkischer Straßenradrennfahrer
- Nazim Hüseynov (* 1969), sowjetisch-aserbaidschanischer Judoka
- Nazim al-Qudsi (1906–1998), syrischer Politiker

### Form Nazım

#### Osmanische Zeit
- Nabizâde Nâzım (1862–1893), osmanischer Schriftsteller und Dichter
- Nazım Pascha († 1913), Generalstabschef der Osmanischen Armee
- Nâzım Bey (1870–1926), osmanischer Arzt und Politiker

#### Vorname
- Nazım Aslangil (* 1911), türkischer Skirennläufer
- Nazım Ekren (* 1956), türkischer Politiker (AKP)
- Nâzım Hikmet (1902–1963), türkischer Dichter und Dramatiker
- Nazım Kıbrısi (1922–2014), islamischer Sufi-Lehrer
- Nazım Sangaré (* 1994), deutsch-türkischer Fußballspieler